# Snoopy è il tuo cane, Charlie Brown!
Snoopy è il tuo cane, Charlie Brown! (He's Your Dog, Charlie Brown) è uno speciale televisivo d'animazione del 1968 diretto da Bill Melendez. È il quinto speciale basato sui Peanuts di Charles M. Schulz. 
Il film è andato in onda negli Stati Uniti su CBS il 14 febbraio 1968 ed è stato candidato per un Premio Emmy. È stato distribuito in Italia in home video anche con il titolo È il tuo cane, Charlie Brown.

## Trama
A causa dei continui dispetti di Snoopy ai bambini del vicinato, Charlie Brown decide di mandarlo a un corso di obbedienza presso l'Allevamento della quercia. Poiché il viaggio dura due giorni, Charlie Brown telefona a Piperita Patty per chiederle di ospitare Snoopy per una notte lungo il tragitto. Patty accetta, ma Snoopy si stabilisce a casa sua e inizia a farsi servire da lei.
Una settimana dopo, l'Allevamento della quercia telefona a Charlie Brown per informarlo che Snoopy non è mai arrivato. Rendendosi conto che Snoopy è ancora a casa di Piperita Patty, Charlie Brown va a casa sua con un guinzaglio per riportarlo a casa, ma Snoopy scappa e torna indietro. Piperita Patty gli permette di rimanere, ma invece di lasciare che torni alla vita facile di prima, lo obbliga a svolgere le faccende di casa.
Gli altri bambini iniziano a sentire la mancanza di Snoopy e Charlie Brown prova di nuovo a riportarlo a casa, ma lui rompe il guinzaglio e lo manda via. Quella sera mentre lava i piatti, Snoopy spazientito inizia a romperli e Patty lo mette in garage in punizione. Snoopy si rende conto che a casa conduceva una vita migliore e inizia a ululare. Quando Patty va a controllarlo, lui ne approfitta per scappare e tornare di corsa a casa da un felicissimo Charlie Brown. Il giorno dopo, Snoopy trascina Linus in giro per la sua coperta e si azzuffa con Lucy, ma ciononostante i bambini sono felici del suo ritorno. Contento, Snoopy va a fare un pisolino sulla sua cuccia.

## Distribuzione

### Edizione italiana
in Italia il film venne trasmesso il 7 aprile 1970 sul Programma Nazionale, all’interno del programma Gli eroi di cartone. Nel 1982 è stato ridoppiato e trasmesso su Canale 5. Un secondo ridoppiaggio è stato eseguito per la trasmissione su Junior TV, all'interno della serie The Charlie Brown and Snoopy Show. Nel 2022 è stato ridoppiato per la terza volta in occasione della distribuzione in streaming su Apple TV+, come parte della serie I classici Peanuts.

### Doppiaggio
| Personaggio    | Doppiatore originale     | Doppiatore italiano (1970) | Doppiatore italiano (1982) | Doppiatore italiano (anni 90) | Doppiatore italiano (2022) |
| -------------- | ------------------------ | -------------------------- | -------------------------- | ----------------------------- | -------------------------- |
| Charlie Brown  | Peter Robbins            | Liù Bosisio                | Daniela Fava               | Martino Consoli               | Arturo Sorino              |
| Snoopy         | Bill Melendez            | Bill Melendez              | Bill Melendez              | Bill Melendez                 | Bill Melendez              |
| Linus Van Pelt | Christopher Shea         |                            | Lisa Mazzotti              | Renata Bertolas               | Leonardo Cococcia          |
| Lucy Van Pelt  | Sally Dryer              | Isa Di Marzio              | Graziella Porta            | Renata Bertolas               | Sara Labidi                |
| Piperita Patty | Gabrielle DeFaria Ritter | Liù Bosisio                | Laura Merli                | Francesca Vettori             | Ilaria Pellicone           |
| Violet         | Ann Altieri              |                            | Milena Albieri             | Lella Carcereri               | Carolina Gusev             |
| Patty          | Lisa DeFaria             |                            | Laura Merli                |                               | Francesca Mancin           |
| Schroeder      | Glenn Mendelson          | Edoardo Nevola             | Milena Albieri             | Guido Bettali                 | Vittorio Thermes           |
| 5              | Matthew Liftin           |                            |                            |                               | Davide Doviziani           |

### Edizioni home video
Il film è stato distribuito in VHS e DVD dalla Hobby & Work con il terzo doppiaggio.

## Riconoscimenti
1968 – Primetime Emmy Awards
- Nomination Outstanding Achievement in Children's Programming - Programs a Lee Mendelson e Bill Melendez

2009 – Satellite Award
- Nomination Best Youth DVD a Peanuts 1960s Collection